# إيبرهارد أوتو
إيبرهارد أوتو (بالألمانية: Eberhard Otto)‏ هو عالم آثار ألماني، ولد في 26 فبراير 1913 في درسدن في ألمانيا، وتوفي في 11 أكتوبر 1974 في هايدلبرغ في ألمانيا.